# Radamistus
Radamistus (armeană Հռադամիզդ, Hřadamizd) (d. 58) a fost prinț regal al dinastiei Farnavazide⁠(d) a Regatului Iberiei, care a domnit peste Regatul Armeniei din 51 până în 53 și din 54 până în 55. A fost considerat uzurpator și tiran și a fost răsturnat printr-o rebeliune susținută de Imperiul Part.